# Обсерваторія Канділлі
Обсерваторія Канділлі, або більш формально Обсерваторія Канділлі та Інститут досліджень землетрусів (KOERI, тур. Kandilli Rasathanesi ve Deprem Araştırma Enstitüsü) — турецька астрономічна обсерваторія, яка також спеціалізується на дослідженнях землетрусів. Вона розташована в місцевості Канділлі району Ускюдар на анатолійській стороні Стамбулу, на вершині пагорба з видом на Босфор.

## Історія
Обсерваторія спочатку назвивалась Імперська обсерваторія (осман. Rasathane-i Amire), Вона була створена в 1868 році і спочатку була присвячена в основному прогнозуванню погоди і точному вимірюванню часу.
Під час інциденту 31 березня 1909 року обсерваторія була знищена повстанцями. Однак наступного року професору Фатіну (майбутньому Фатіну Гьокмену) було доручено відновити обсерваторію. Він обрав теперішнє місце розташування в обсерваторії. Систематичні дослідницькі роботи розпочались 1 липня 1911 року. У 1982 році обсерваторію було приєднано до Босфорського університету.

## Структура закладу
Обсерваторія Канділлі складається з наступних відділів, лабораторій та інших установ, розташованих в межах її кампусу:
Відділи:
- Антисейсмічне будівництво
- Геодезія
- Геофізика

Лабораторії:
- Астрономія
- Геомагнетизм
- Метеорологія
- Оптика

Інші відділи:
- Музей землетрусів
- Національний центр моніторингу землетрусів
- Станція магнітного моніторингу
- Станція моніторингу геодезії та магнетизму
- Підрозділ з питань підготовки до стихійних лих
- Сонячна вежа
- Інститут біомедичної інженерії
- Науково-дослідний центр телекомунікацій та інформатики

Крім того, обсерваторії підпорядковані такі окремо розташовані центри:
- Центр моніторингу ядерних випробувань Бельбаши, колишня станція сейсмічних досліджень Бельбаши (Бельбаши, провінція Анкара)
- Центр зменшення збитків від землетрусів Ізнік (Ізнік, провінція Бурса)